# Palafrugell
Palafrugell is een gemeente in de Spaanse provincie Girona in de regio Catalonië met een oppervlakte van 27 km². Palafrugell telt 22.868 inwoners (1 januari 2016). Het is de grootste stad van de comarca Baix Empordà.
Het heeft als deelgemeenten Llafranc, Tamariu en Calella de Palafrugell.

## Bezienswaardigheden
Het Beeldenpark Jardins de Cap Roig toont de permanente collectie moderne en hedendaagse beeldhouwkunst van de Fundació Caixa Girona in de tuinen van kasteel Cap Roig in het stadsdeel Calella de Palafrugell.

## Calella de Palafrugell
Calella bestaat uit twee delen: een oude en een nieuwe. Door een winkelstraat worden beide gescheiden. In het nieuwe deel zijn vooral uitgaansgelegenheden te vinden; in het oude staat cultuur voorop, met verschillende winkels en terrasjes.
Calella bestaat sinds de neolithische periode. Tijdens de Romeinse tijd hebben de Romeinen er zich gehuisvest. De inwoners van Calella hebben zich daarna verplaatst naar het binnenland. In de tijd dat piraten de macht over de Middellandse Zee hadden, werden in Calella de Palafrugell verdedigingstorens gebouwd.

## Demografische ontwikkeling
Bron: INE; 1857-2011: volkstellingen
Opm.: In 1860 werd Mont-ras een zelfstandige gemeente